# 側頭骨茎状突起

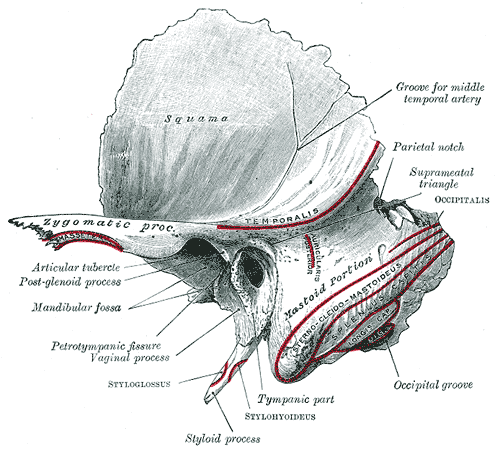
左側頭骨の外面。茎状突起が中央底部に見える。

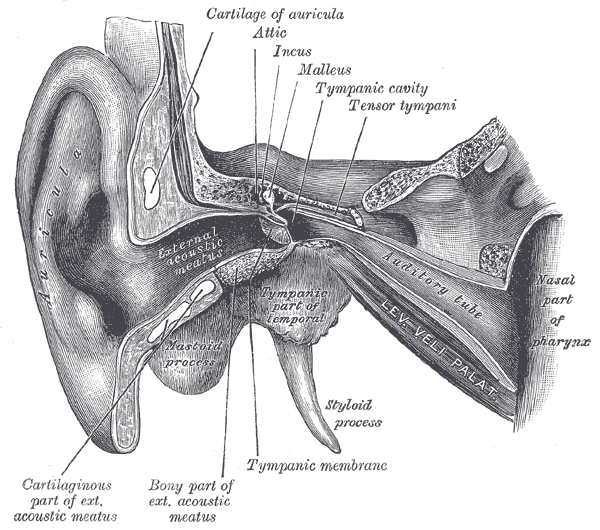
右の外耳と中耳を開いたところ。茎状突起は中央下に見える。

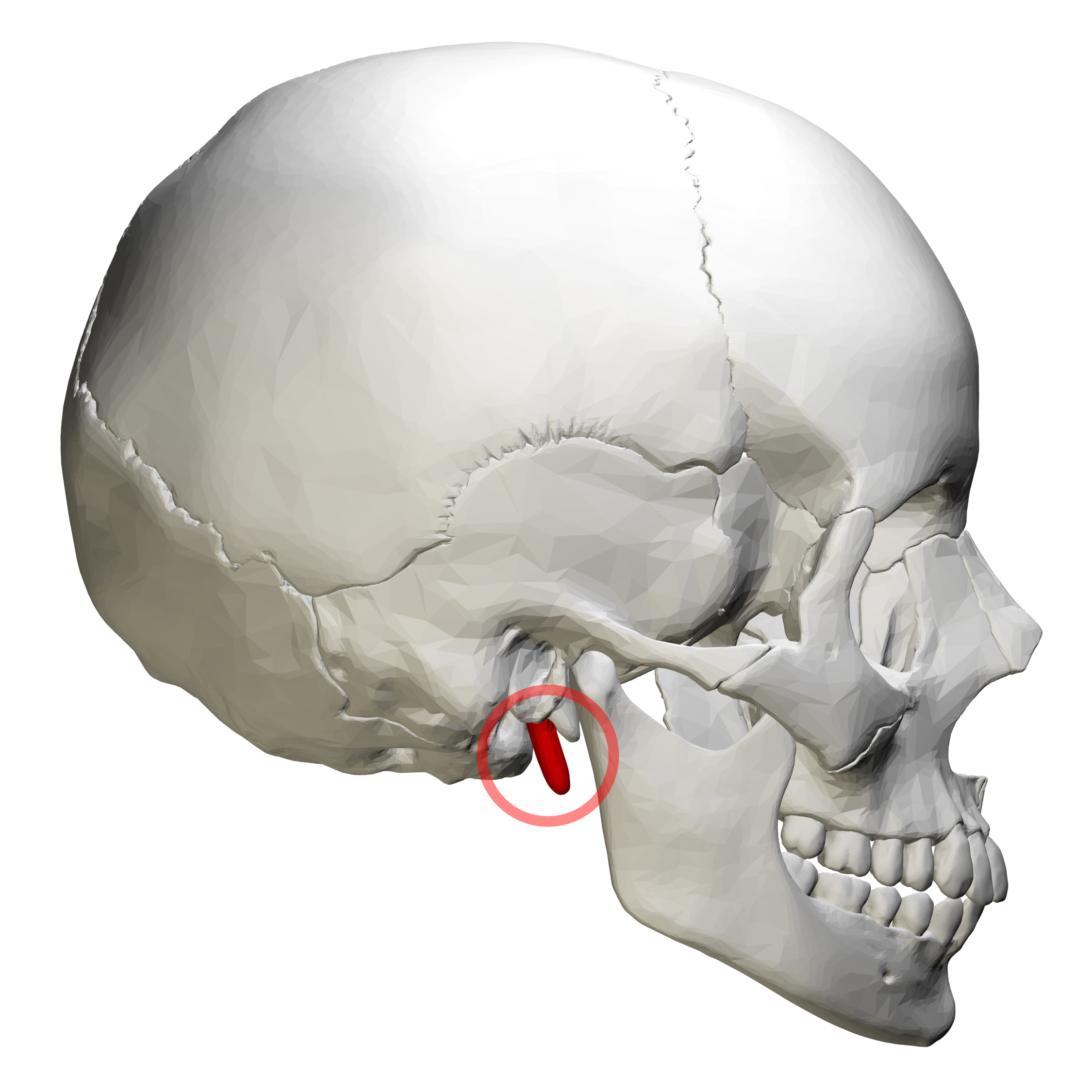
頭蓋骨の右側面。赤色で強調されている。

側頭骨茎状突起（そくとうこつけいじょうとっき、temporal styloid process）は、ヒトの側頭骨にある尖状の突起のことで、耳の直下に位置し、前方へ延伸し頬骨と接する。

## 発生
茎状突起は第二鰓弓の軟骨が軟骨内骨化して形成される。

## 構造
茎状突起は側頭骨の細くとがった突起部で耳の直下にあり、側頭骨下面から前下方に伸びて、舌や咽頭に関係したいくつかの筋の付着部を形成している。
- 近位部（基部、鼓室舌骨部）は側頭骨鼓室部の鞘状突起に包まれている。
- 遠位部（茎突舌骨部）は以下の付着部になっている。
  - 茎突舌骨靱帯[1]
  - 茎突下顎靱帯[1]
  - 茎突舌筋（舌下神経支配）
  - 茎突舌骨筋（顔面神経支配）[1]
  - 茎突咽頭筋（舌咽神経支配）[1]

茎突舌骨靱帯は茎状突起の先端に始まり、舌骨下角に終わる。一部あるいは全部が骨化している事もある。

## 変異
まれに茎状突起が病的に伸びすぎたり、茎突舌骨靱帯の骨化によって困ることがある。茎状突起が頭蓋底からのどに突き出た釘のようになっているために、咀嚼していると咽頭の組織がこすれ、これが舌咽神経を通じて痛みとして感じられる。首を回したり舌を延ばしたりしても痛むことがある。そのほか声の異常、咳、ふらつき、片頭痛、後頭部の神経痛、歯痛や下顎痛、副鼻腔炎や充血といった症状が出ることがある。